# Leptoctenopsis deceptoria
Leptoctenopsis deceptoria är en fjärilsart som beskrevs av Louis Beethoven Prout 1932. Leptoctenopsis deceptoria ingår i släktet Leptoctenopsis och familjen mätare. Inga underarter finns listade i Catalogue of Life.